# Гудо Гамбаредо (Милано)
Гудо Гамбаредо је насеље у Италији у округу Милано, региону Ломбардија.
Према процени из 2011. у насељу је живело 117 становника. Насеље се налази на надморској висини од 103 м.